# Børsnotering
Børsnotering eller børsintroduktion indebærer at udbyde aktierne i et aktieselskab på en børs, hvorved aktien omsættes til en opgivet (noteret) pris. Alt efter udbud og efterspørgsel vil kursen stige eller falde. 
En børsnotering kan både ske ved at de eksisterende ejere sælger hele eller dele af sin aktiebeholdning eller gennem en ny emission af aktier, hvilket genererer ny virksomhedskapital. Så godt som altid medfører en børsnotering, at ejerskabet i virksomheden spredes ud på flere aktionærer end før introduktionen.
En børsintroduktion er ofte en længere proces og det anbefales, at der tidligt i processen engageres rådgivere med speciale heri. 
Børsnoterede virksomheder skal opfylde en række strenge krav, blandt andet skal de udarbejde halvårs- og årsrapporter, der er så detaljerede, at både potentielle og nuværende investorer har et tilstrækkeligt grundlag til at vurdere deres engagementer. Samtidig skal børsen orienteres om alle væsentlige ændringer i virksomheden, eksempelvis ændringer i ledelsen. En af fordelene ved børsnotering er at markedsværdien af selskabet øges, ligesom den frembringer kapital på langt sigt og giver adgang til kapitalmarkedet i fremtiden.
En selskab kan afnoteres fra en børs, hvis et flertal af aktionærerne ønsker det – oftest mindst 90 procent, der da skal indløse de resterende under 10 procent aktionærer til markedsværdi, også kaldt tvangsindløsning – eller hvis et selskab ikke længere opfylder reglerne, for at være børsnoteret.